# Stade Osvaldo-Roberto
Le stade Osvaldo-Roberto (en espagnol : Estadio Osvaldo Roberto), également connu sous le nom de parc Osvaldo-Roberto (en espagnol : Parque Osvaldo Roberto), est un stade de football uruguayen situé à Sayago, un quartier de Montevideo, la capitale du pays.
Doté de 8 500 places et inauguré en 1941, le stade sert de domicile pour l'équipe de football du Racing Club de Montevideo.

## Histoire
La première rencontre disputée au stade est un match nul 1-1 contre le club du Bella Vista.
Le 25 juillet 1948, le stade est renommé d'après le nom d'un des frères fondateurs du Racing Club de Montevideo, Osvaldo Roberto.